# 原爆死没者名簿
原爆死没者名簿（げんばくしぼつしゃめいぼ）は1945年（昭和20年）8月に広島県広島市と長崎県長崎市に投下された原子爆弾などによって死亡した人物の氏名を記載した名簿。

## 概要
太平洋戦争末期の1945年8月、広島市と長崎市に投下された原子爆弾とそれに伴う被害によって死亡した者の氏名を名簿に記載し、毎年それぞれの原爆投下日に執り行われる平和祈念式典において奉納されるものである。
広島市では1952年に57902人を奉納したのを最初に、広島平和記念公園内の原爆死没者慰霊碑（広島平和都市記念碑）に奉納されている。被爆者健康手帳を所有している場合は、手帳の返還などの手続きを行った場合など死亡が確認された時に記載されることになり、被爆者健康手帳を所有していなくても遺族からの申し出があった場合は記載される事になる。
長崎市では1968年より行われ、平和公園の平和祈念像に奉納されていたが、現在は国立長崎原爆死没者追悼平和祈念館に奉納されている（平和祈念像にはマイクロフィルムが収められている）。名簿には遺族の申し出があった場合に記載することになっている。

## 名簿登載者数
広島市は2021年8月6日奉納時、長崎市は2021年長崎原爆犠牲者慰霊平和祈念式典時の人数及び冊数。
広島市
32万8929人 121冊
長崎市
18万9163人 194冊